# Bellaspira clarionensis
Bellaspira clarionensis é uma espécie de gastrópode do gênero Bellaspira, pertencente a família Drilliidae.